# 罗卡福泰蒙多维
罗卡福泰蒙多维（義大利語：Roccaforte Mondovì）是意大利库内奥省的一个市镇。总面积84平方公里，人口2134人，人口密度25.4人/平方公里（2009年）。ISTAT代码为004190。